# ウェスト・ハム
ウェストハム (英: West Ham) は、イギリスのロンドン（グレーター・ロンドン）東部、ニューアム・ロンドン特別区に位置する地区。古くから労働者階級が多く集まる地域である。

## 著名な施設等
- サッカーのクラブチーム ウェストハム・ユナイテッドFCが置かれている。